# Rochester Township (Pennsylvanie)
Rochester Township est un township, situé dans le comté de Beaver, en Pennsylvanie, aux États-Unis,. En 2010, il comptait une population de 2 802 habitants.

## Démographie
Lors du recensement de 2010, le township comptait une population de 2 802 habitants. Elle est estimée, en 2016, à 2 713 habitants.

### Source de la traduction
- (en) Cet article est partiellement ou en totalité issu de l’article de Wikipédia en anglais intitulé « Rochester Township, Beaver County, Pennsylvania » (voir la liste des auteurs).